# Lethe ratnacri
Lethe ratnacri är en fjärilsart som beskrevs av Hans Fruhstorfer 1908. Lethe ratnacri ingår i släktet Lethe och familjen praktfjärilar. Inga underarter finns listade i Catalogue of Life.